# Lepthyphantes hamifer
Lepthyphantes hamifer är en spindelart som beskrevs av Simon 1884. Lepthyphantes hamifer ingår i släktet Lepthyphantes och familjen täckvävarspindlar. Inga underarter finns listade i Catalogue of Life.